# Wandala jezik
Wandala jezik (mandara, mandara montagnard, ndara; ISO 639-3: mfi), čadski jezik, jedini predstavnik istoimene podskupine, šire skupine biu-mandara. Njime govori oko 23 500 ljudi (1982 SIL) u kamerunskoj provinciji Far North, i 20 000 (1993) u nigerijskoj državi Borno.
Postoje brojni dijalekti: kamburwama, masfeima, jampalam, ziogba, mazagwa, gwanje, wandala (mandara), mura (kirdi-mora, mora brousse, mora massif, duwe) i gamargu (gamergou, gamergu, malgo, malgwa). neki se služe i francuskim [fra] ili fulfulde [fub] u Kamerunu, ili hausa ili engleski u Nigeriji.

## Vanjske poveznice
- Ethnologue (14th)
- Ethnologue (15th)